# Schloss Stein (Dellach im Drautal)
Schloss Stein är ett slott i Österrike.   Det ligger i distriktet Spittal an der Drau och förbundslandet Kärnten, i den centrala delen av landet, 300 km sydväst om huvudstaden Wien. Schloss Stein ligger 676 meter över havet.
Terrängen runt Schloss Stein är huvudsakligen bergig, men åt sydväst är den kuperad. Schloss Stein ligger nere i en dal. Runt Schloss Stein är det ganska glesbefolkat, med 24 invånare per kvadratkilometer.. Närmaste större samhälle är Irschen, 2,7 km norr om Schloss Stein. 
I omgivningarna runt Schloss Stein växer i huvudsak blandskog.